# L-Imsida
L-Imsida — ou plus simplement Msida — est une localité de Malte d'environ 8 800 habitants, située dans la zone intérieure de La Valette à Malte, lieu d'un conseil local (Kunsilli Lokali) compris dans la région (Reġjun) Ċentrali.

## Origine
Le nom Msida proviendrait d'un mot arabe signifiant « la demeure d'un pêcheur ». Cependant, il pourrait aussi être dérivé du mot « Omm Sidna » signifiant « La Mère de Notre Seigneur » puisqu'il aurait pu y avoir une petite chapelle dédiée à la Bienheureuse Vierge Marie, Mère de Dieu.

## Paroisse

### Église
Le saint patron de Msida est Saint Joseph tandis que le protecteur est L'Immaculée Conception de la Bienheureuse Vierge Marie.

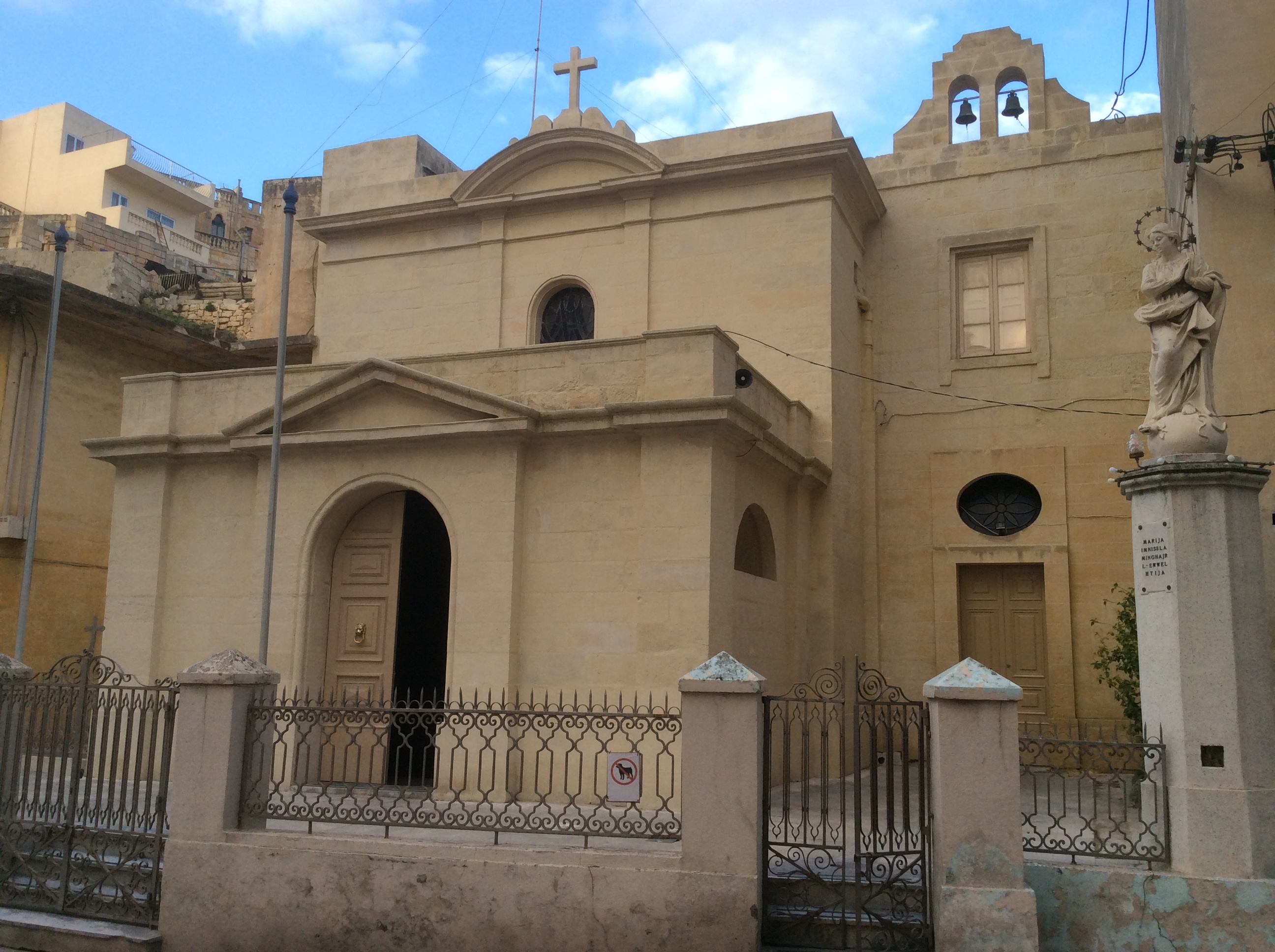
Église de l'Immaculé Conception
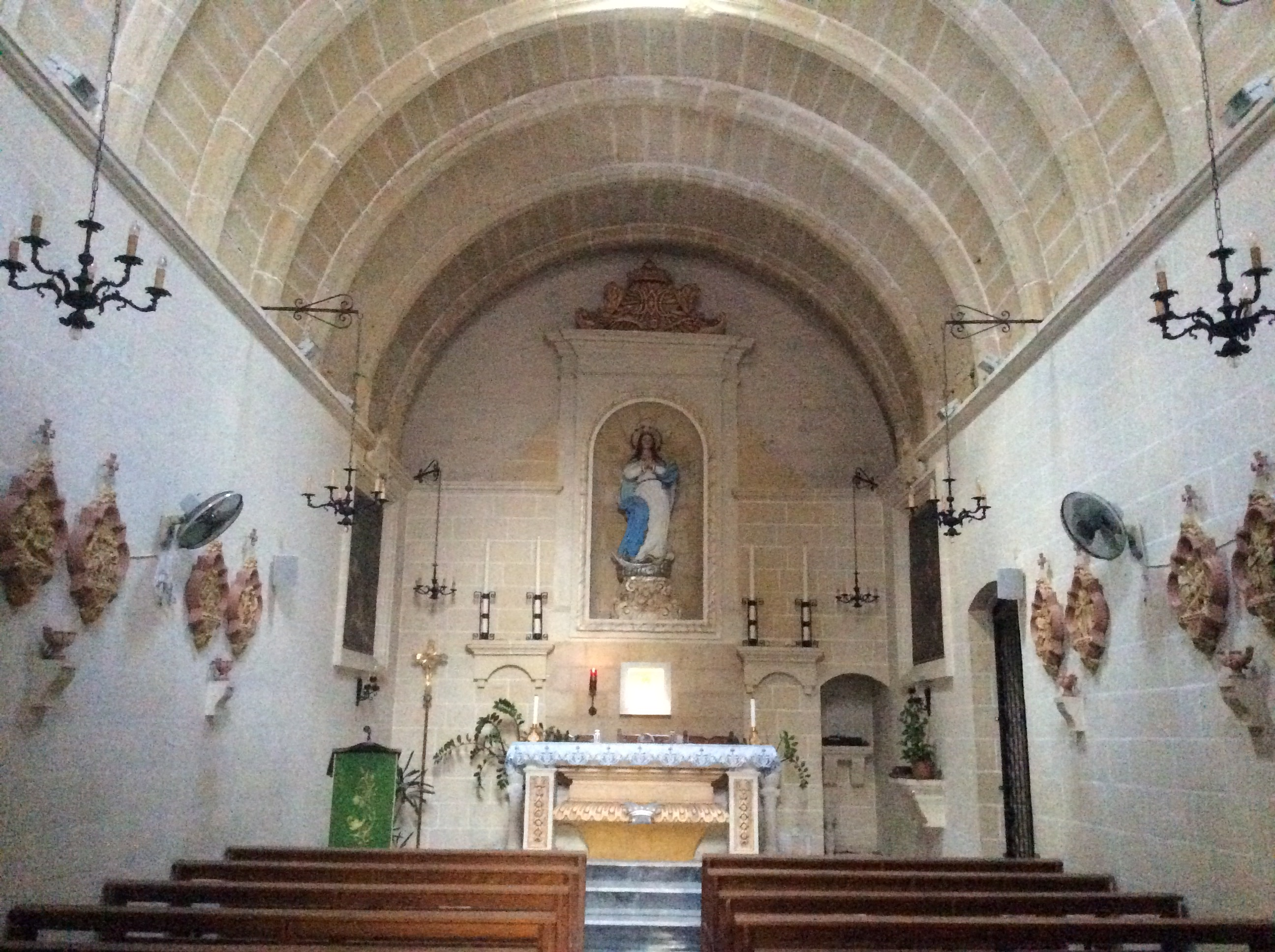
Intérieur de l'église

Pendant une semaine et demie chaque mois de juillet, la commune célèbre la fête de Saint Joseph. La fête de Msida est également célèbre pour son défi d'escalade sur poteau appelé il-Ġostra. Cette compétition traditionnelle voit un grand nombre d'hommes faire la queue pour grimper sur un poteau bien graissé afin d'atteindre le sommet et récupérer un foulard en signe de victoire. Le mât est suspendu au-dessus de la mer, ce qui permet aux nombreux concurrents non retenus de tomber en toute sécurité et de regagner le rivage à la nage. Les deux villes qui organisent régulièrement il-Gostra sont Msida et San Ġiljan.

### Église Saint-Joseph
L'église paroissiale de Msida, dédiée à San Ġużepp (Saint Joseph), a été construite en 1889. Sous la direction religieuse de l'évêque Carmelo Scicluna et du principal bienfaiteur Mgr Francesco Falzon Debono qui a contribué financièrement à sa construction, l'église a été érigée pour remplacer l'ancienne église de l'Immaculée Conception. La première pierre fut posée le 4 avril 1886. Le bâtiment fut achevé en 1889 et l'église fut officiellement consacrée le 22 avril 1984. L'architecte Andrea Grima était responsable des plans, de leur exécution et de tous les travaux nécessaires à la construction de l'église.

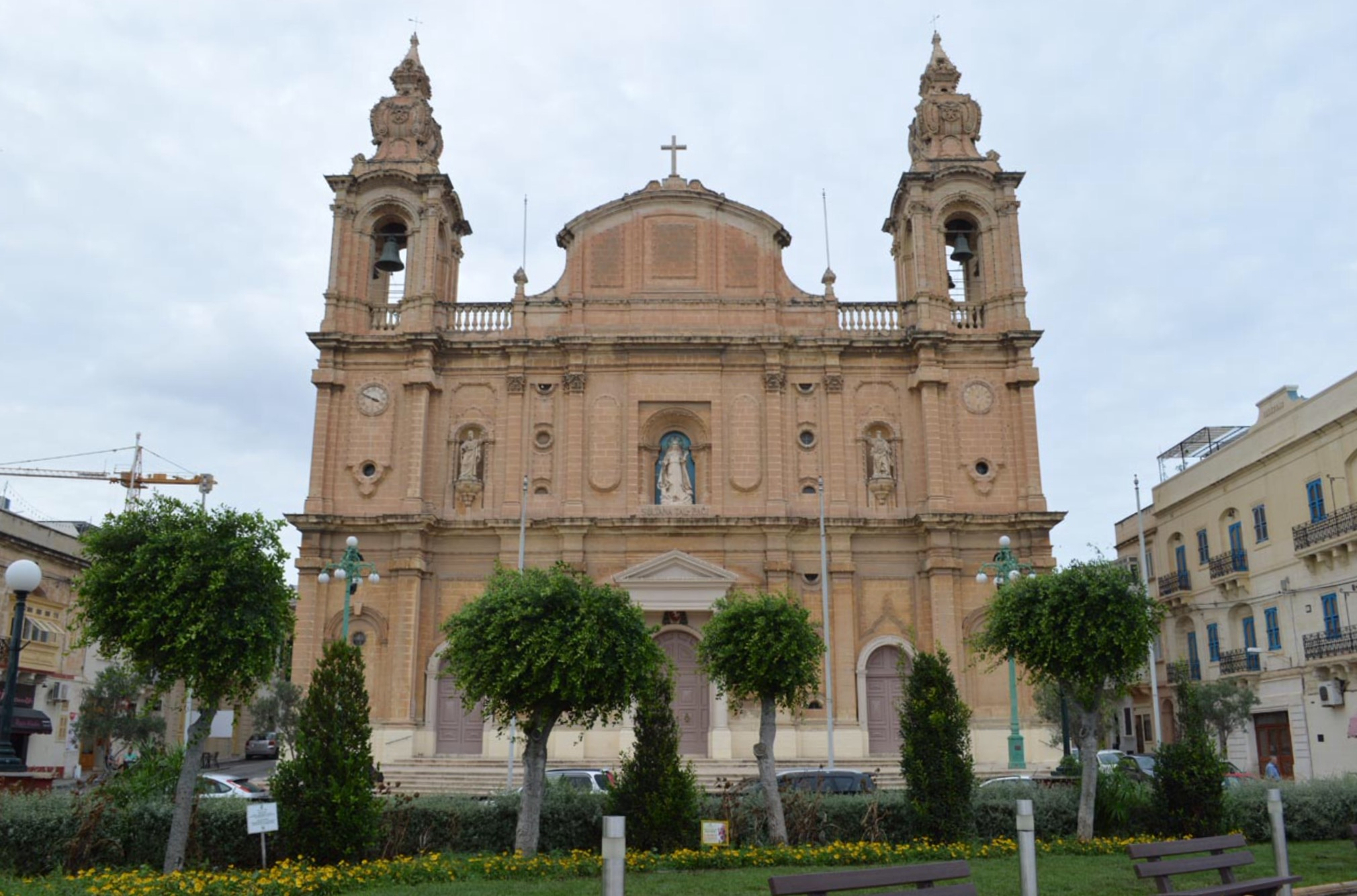
Église Saint-Joseph
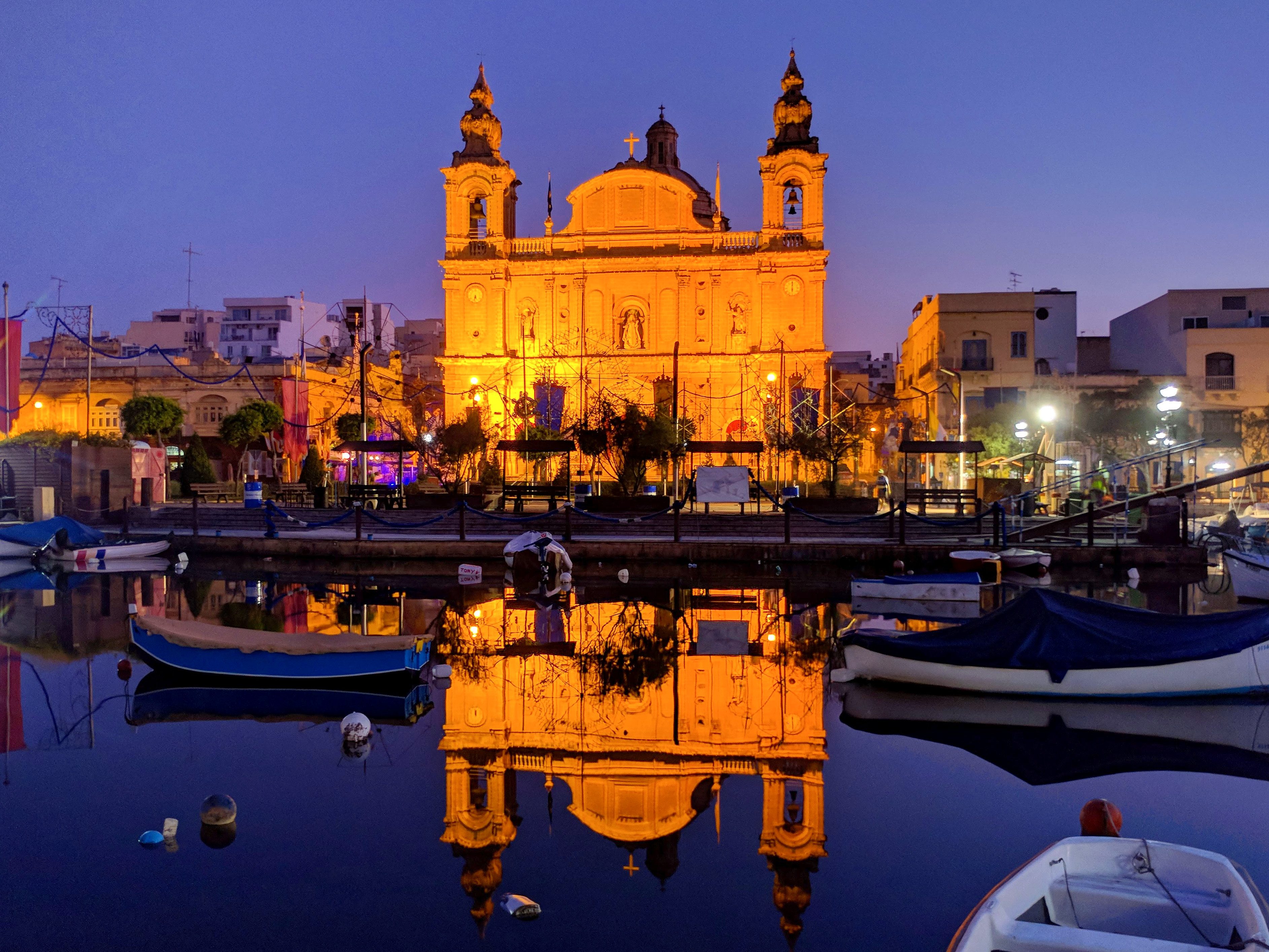
L'église vue de nuit
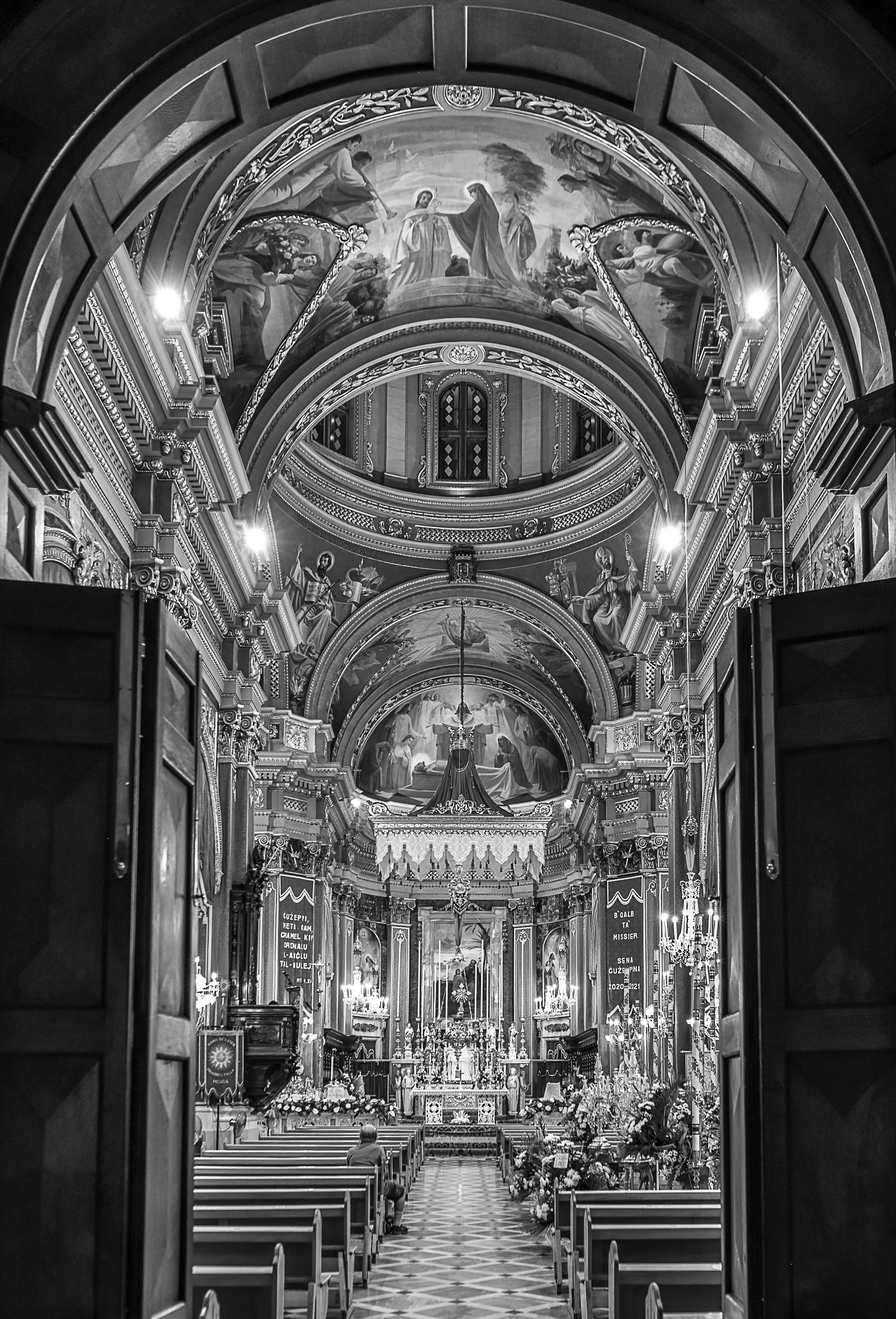
Intérieur de l'église

## Géographie
Msida est située au fond de la crique de Msida dans Marsamxett Harbour.
|              | San Ġwann | Il-Gżira  |
| Birkirkara   | L-Imsida  | Ta' Xbiex |
| Santa Venera | Il-Ħamrun | Pietà     |

## Université de Malte
L'Université de Malte est située dans une partie de Msida connue sous le nom de Tal-Qroqq, qui repose sur un terrain plus élevé. Msida abrite également le Ġ.F. Abela Junior College et une maison de retraite publique.

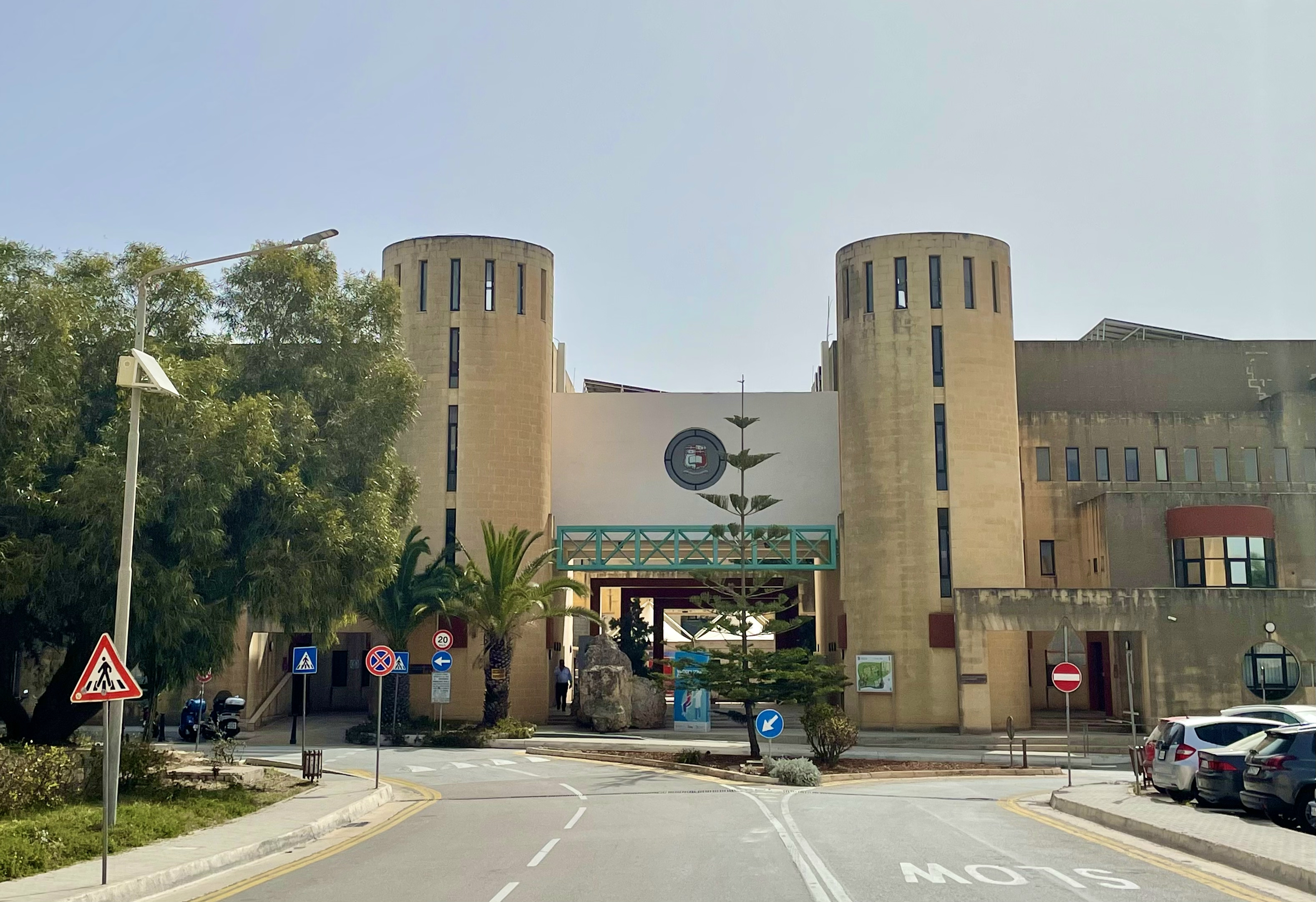
Entrée de l'Université de Malte

## Hôpital Mater Dei
L'hôpital Mater Dei est situé à la périphérie de Msida. Il a été inauguré par le Premier ministre maltais, Lawrence Gonzi, en juin 2007 et a une superficie totale de 232 000 m2 et environ 8 000 chambres. Il abrite également un centre d'enseignement pour l'Université de Malte.
L'hôpital a coûté aux Maltais 200 millions de lires maltaises, soit une augmentation considérable par rapport à l'estimation initiale de 83 millions de lires. Il était destiné à être un centre spécialisé mais a finalement été transformé en hôpital général à la suite d'un changement de gouvernement.

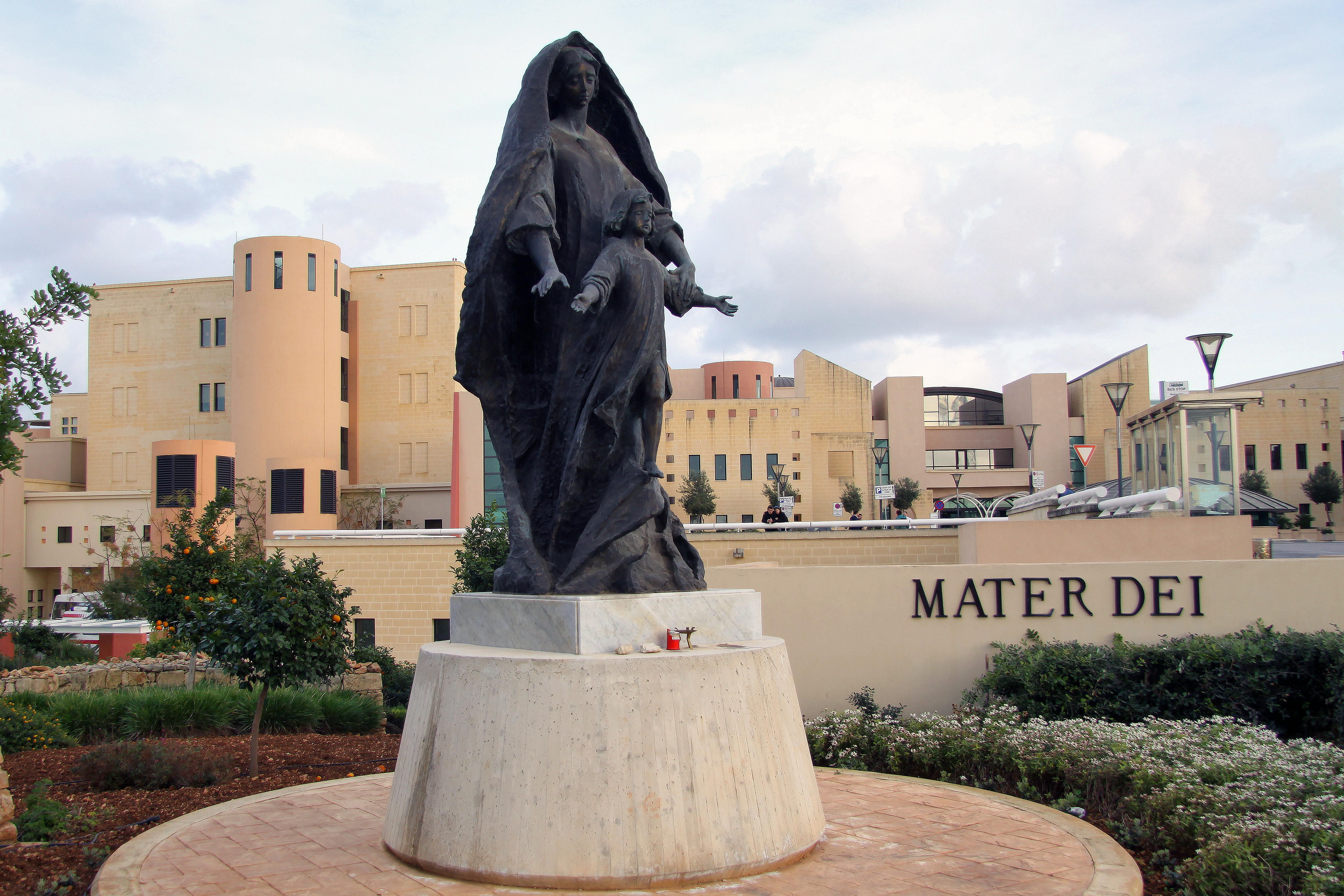
Hôpital Mater Dei

## Patrimoine et culture

### Personnes notables
- Guido de Marco (1931-2010), ancien président maltais, décédé à Msida.
- Joe Grima (1936-2017), ancien homme politique et journaliste maltais, décédé à l'Hôpital Mater Dei de Msida.
- Madeleine Collinson (1952-2012) ancienne actrice et mannequin maltaise, décédée à Msida.

### Sport
Msida abrite le Msida Saint-Joseph F.C., l'équipe de football locale évoluant actuellement dans la deuxième division de Malte. Les couleurs de l'équipe sont le rouge et le blanc. Msida accueille également le Msida Red Stars A.F.C, une équipe locale à 7 qui participe à l'I.A.S.C (Inter Amateur Soccer Competition), et Msida Boċċi Klabb (Club), l'équipe locale "boċċi".

## Sources
- (mt) Alfie Guillaumier, Bliet u Rħula Maltin (Villes et villages maltais), Klabb Kotba Maltin, Malte, 2005.
- (en) Juliet Rix, Malta and Gozo, Brad Travel Guide, Angleterre, 2013.
- Alain Blondy, Malte, Guides Arthaud, coll. Grands voyages, Paris, 1997.